# Sân vận động Giovanni Zini
Sân vận động Giovanni Zini (tiếng Ý: Stadio Giovanni Zini) là một sân vận động bóng đá ở Cremona, Ý. Sân hiện tại đang là sân nhà của câu lạc bộ U.S. Cremonese. Sân được xây vào năm 1919 và có sức chứa 15,191 người.

## Lịch sử
Sân vận động được đặt theo tên của Giovanni Zini, một thủ môn của U.S. Cremonese, người đã hy sinh trong Thế chiến I.
Ngày 16 tháng 11 năm 2013, sân tổ chức trận đấu quốc tế cuối năm của Đội tuyển bóng bầu dục quốc gia Ý gặp Fiji. Trong trận đấu đó, Ý giành chiến thắng với tỷ số 37–31.